# Nati nel 1186
| Questa pagina contiene informazioni ricavate automaticamente dalle voci biografiche con l'ausilio del template Bio e di un bot. L'aggiornamento è periodico e automatico e ricostruisce completamente la pagina. Se manca una persona in questa lista, sei pregato di non aggiungerla, ma accertati piuttosto che la sua voce biografica contenga il template Bio e che i dati anagrafici siano correttamente compilati. Se il template Bio manca, inseriscilo tu stesso o, in alternativa, metti l'avviso {{tmp\|Bio}} che ne segnala la mancanza. Se i dati riportati sono sbagliati, correggi direttamente la voce biografica; le modifiche saranno visibili in questa lista entro pochi giorni. Per chiarimenti vedi il progetto biografie. La lista contiene solo le 9 persone che sono citate nell'enciclopedia e per le quali è stato implementato correttamente il template Bio. Pagina aggiornata al 10 ago 2025. |

- 18 maggio - Costantino di Vladimir, nobile († 1218)
- Abu l-'Ala Idris al-Ma'mun, califfo berbero († 1232)
- Ermesinda di Lussemburgo, contessa († 1247)
- Leszek I di Polonia, polacco († 1227)
- Ögödei Khan, condottiero mongolo († 1241)
- Song Ci, medico, magistrato e scienziato cinese († 1249)
- Abraham ben Maimon, medico e rabbino egiziano († 1237)
- Sancha d'Aragona, principessa spagnola († 1241)
- Urraca di Castiglia, principessa († 1220)